# 狭叶贯众蕨
狭叶贯众蕨（学名：Cyrtomium integripinnum）为鳞毛蕨科贯众蕨属下的一个种。

## 扩展阅读
- 維基物種上的相關：狭叶贯众蕨